# 令狐泌
令狐泌（16世紀—17世紀），字龄友，號儼若，山西平陽府蒲州猗氏縣人，明朝政治人物。

## 生平
令狐泌萬曆二十五年（1597年）中舉人，三十二年（1604年）成進士，獲授嵩縣知縣，考滿為河南治行第一，吏部計劃擢用他，他卻在入覲時在家中去世；嵩縣人稱頌他為神君，有訟事依舊會祈禱詢問他，兒子令狐永煇是萬曆四十六年的舉人，擔任新城知縣。

## 家族
曾祖令狐廷瓒。祖父令狐錕，壽官。父令狐一栢。母姚氏。重慶下。娶阎氏。